# Drawing hands
Drawing Hands (« Mains dessinant ») est une lithographie de l'artiste néerlandais Maurits Cornelis Escher. Sa première version fut imprimée en janvier 1948. Elle représente une feuille de papier sur laquelle, à partir des poignets qui restent à plat sur la page, deux mains, l'une en face de l'autre et dans le paradoxal fait de tirer une autre à l'existence. Bien qu'Escher utilise souvent des paradoxes dans ses œuvres, c'est l'un des exemples les plus évidents.
L'œuvre est référencée dans le livre Gödel, Escher, Bach par Douglas Hofstadter, où il la mentionne comme exemple d'une « boucle étrange » (strange loop).